# Zdymadlo Dolany

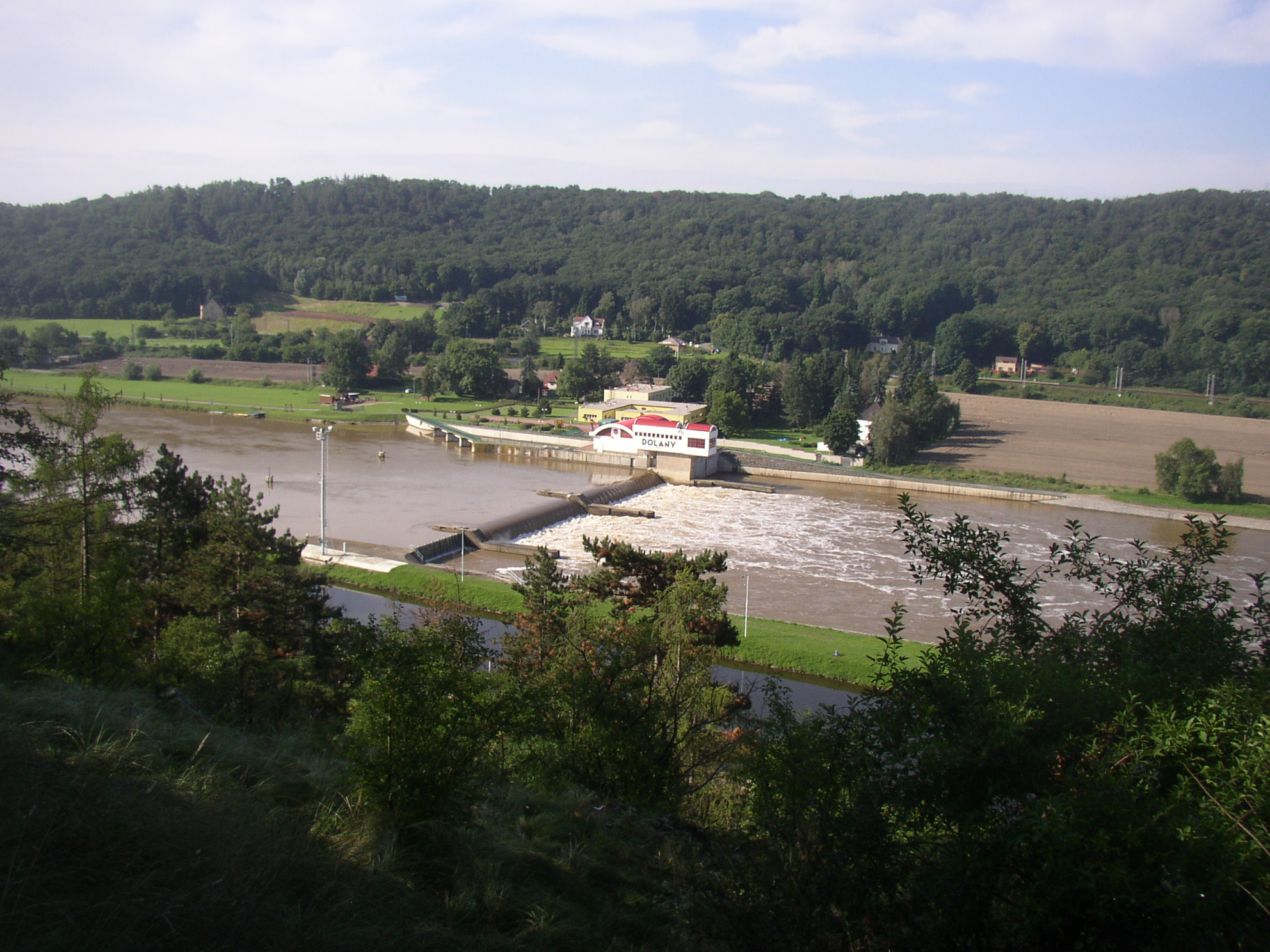
Celkový pohled na jez s objektem MVE, v popředí ostrovem oddělený plavební kanál

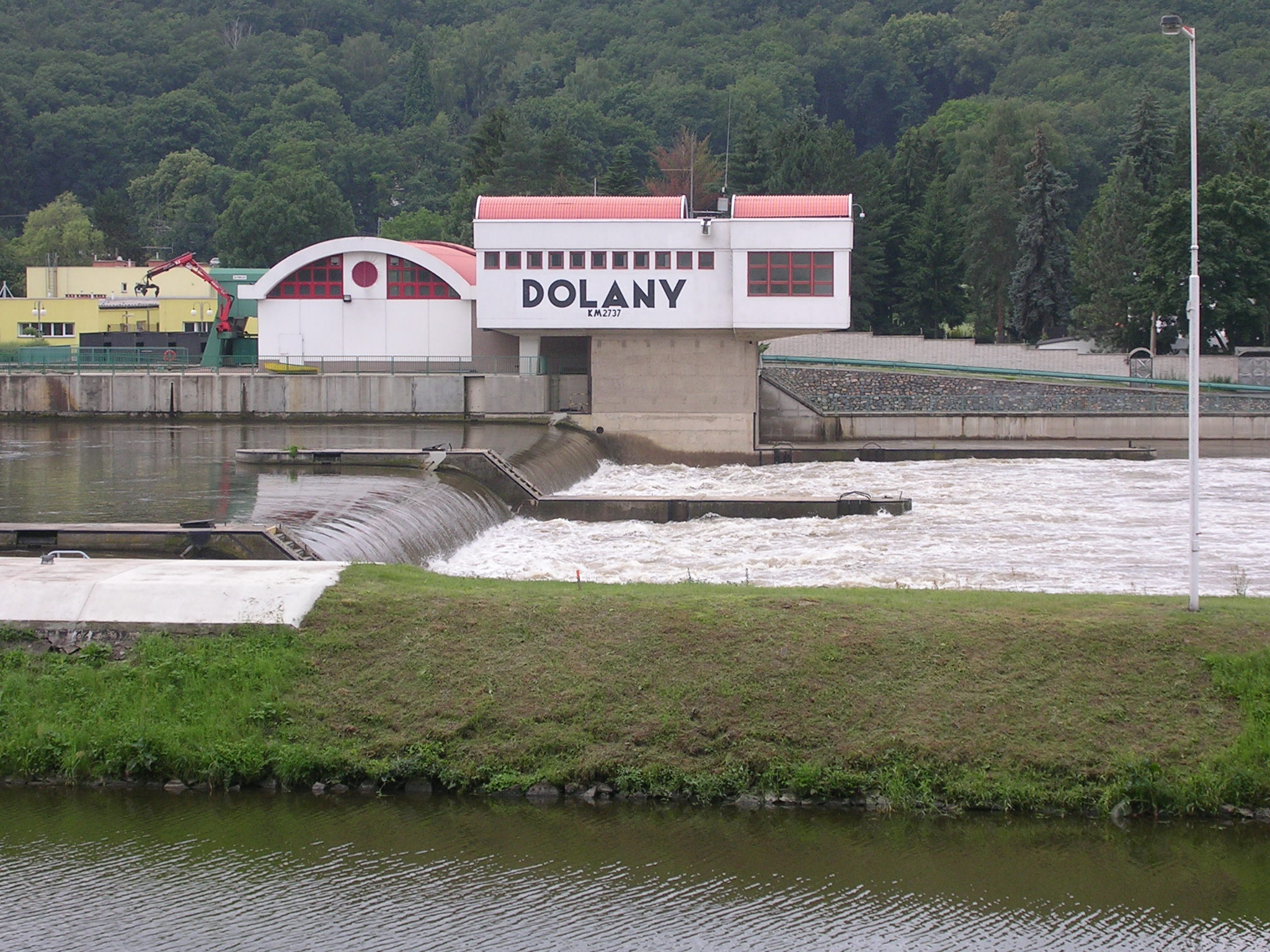
Zdymadlo Dolany

Zdymadlo Dolany-Dolánky se nachází na Vltavě na říčním kilometru 26,7 (jez 27,38) mezi městem Libčice nad Vltavou a vesnicemi Dolánky na pravém břehu a Dolany nad Vltavou na levém břehu, v okrese Mělník. Skládá se z jezu o dvou polích a z plavebního kanálu s plavební komorou při pravé straně řeky. Předchází mu zdymadlo Klecany, následuje zdymadlo Miřejovice. Provozovatelem všech zdymadel je Povodí Vltavy, státní podnik.

## Historie

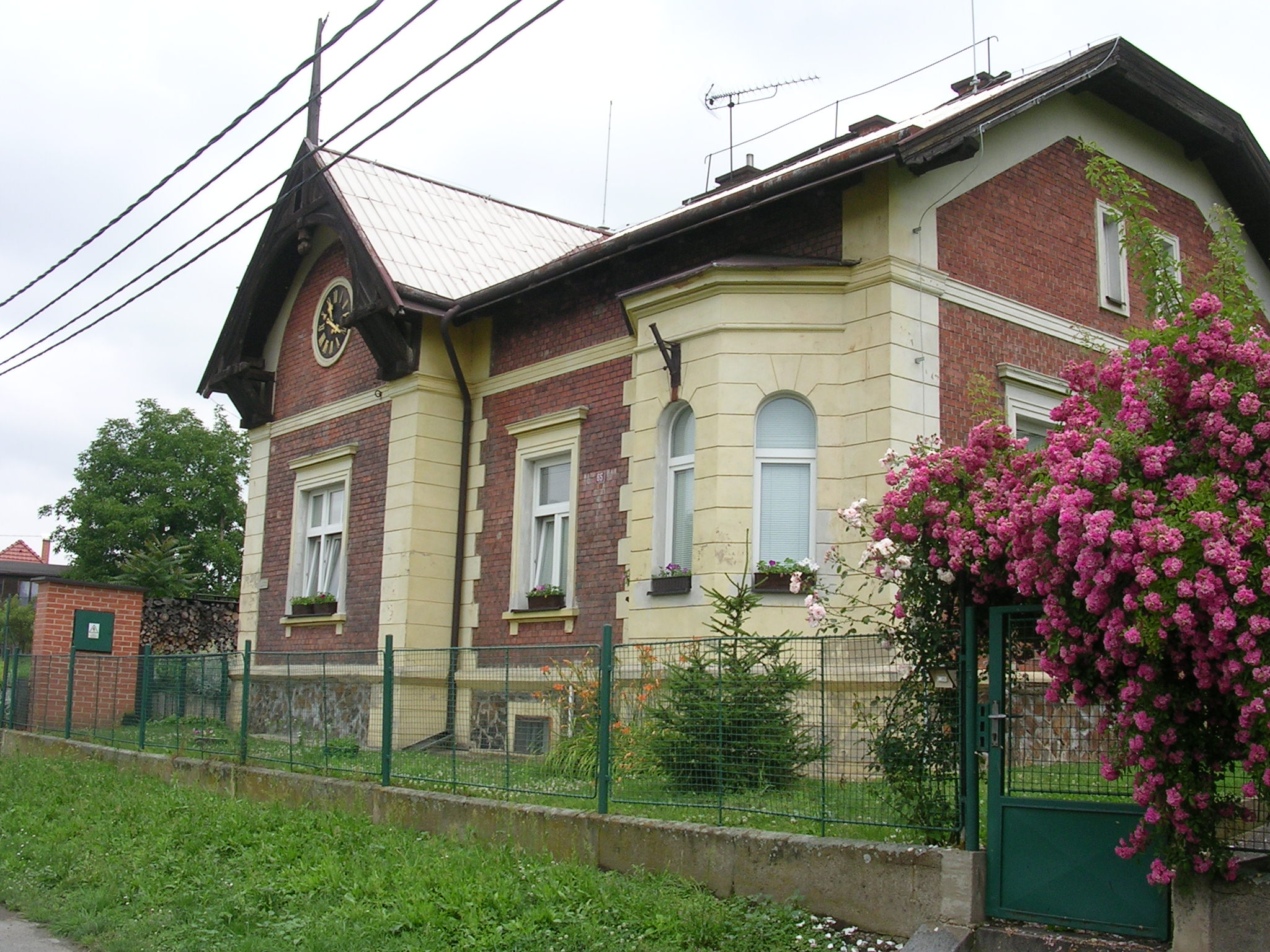
Původní správní budova u plavebních komor

Stavbu soustavy zdymadel na Vltavě a Labi řídila „Komise pro kanalisování Vltavy a Labe v Čechách“, ustavená roku 1896. V rámci této akce bylo vybudováno firmou Lanna 11 zdymadel mezi Prahou a Saskem, dimenzovaných pro plavební hloubku 2,10 metru a lodi o nosnosti 1000 tun. Výstavbu financovala ze dvou třetin rakouská vláda a z jedné třetiny české místodržitelství. Zdymadlo Dolany bylo dokončeno v roce 1901, původní meandry Vltavy byly v rámci zesplavnění napřímeny. Napuštěním jezové zdrže došlo k zatopení rechlí pod Levým Hradcem, čímž zanikl i husinecký Hlouškův mlýn.
V letech 1986–1989 byl jez zrekonstruován.
Maximální průtok v tomto profilu byl zaznamenán v srpnu 2002, a to asi 5300 m³/s.

## Jez
Jez měl původně dvě pole a byl pohyblívý hradlový se sklopnými slupicemi.
V letech 1986–1989 byl zrekonstruován: byla přestavěna jezová pole, podjezí i jezové pilíře, postaven nový velín a vybudováno nové technologické zařízení. Nový jez má tři pole, je z dutých ocelových klapek, má hradicí výšku 3,3 metru na pevném prahu. Ve sklopné poloze tvoří práh Jamborova typu s minimálním vzdutím. Vzdutí zdrže sahá až ke klecanskému jezu, délka vzdutí je 9,64 km. Objem zdrže je 4,31 milionu m³. Ze zdrže odebírána voda například pro libčické šroubárny, klecanský kamenolom atd.
Jez je při levém břehu vybaven malou vodní elektrárnou, která byla stavěna od listopadu 1995 do ledna 1998. Má dvě soustrojí s horizontálními přímoproudými Kaplanovými turbínami s hltností po 80 m³, maximální celkový výkon je 4,55 MW (5 MW), provozní spád je 2,3 až 4,2 metru.

## Plavební komory

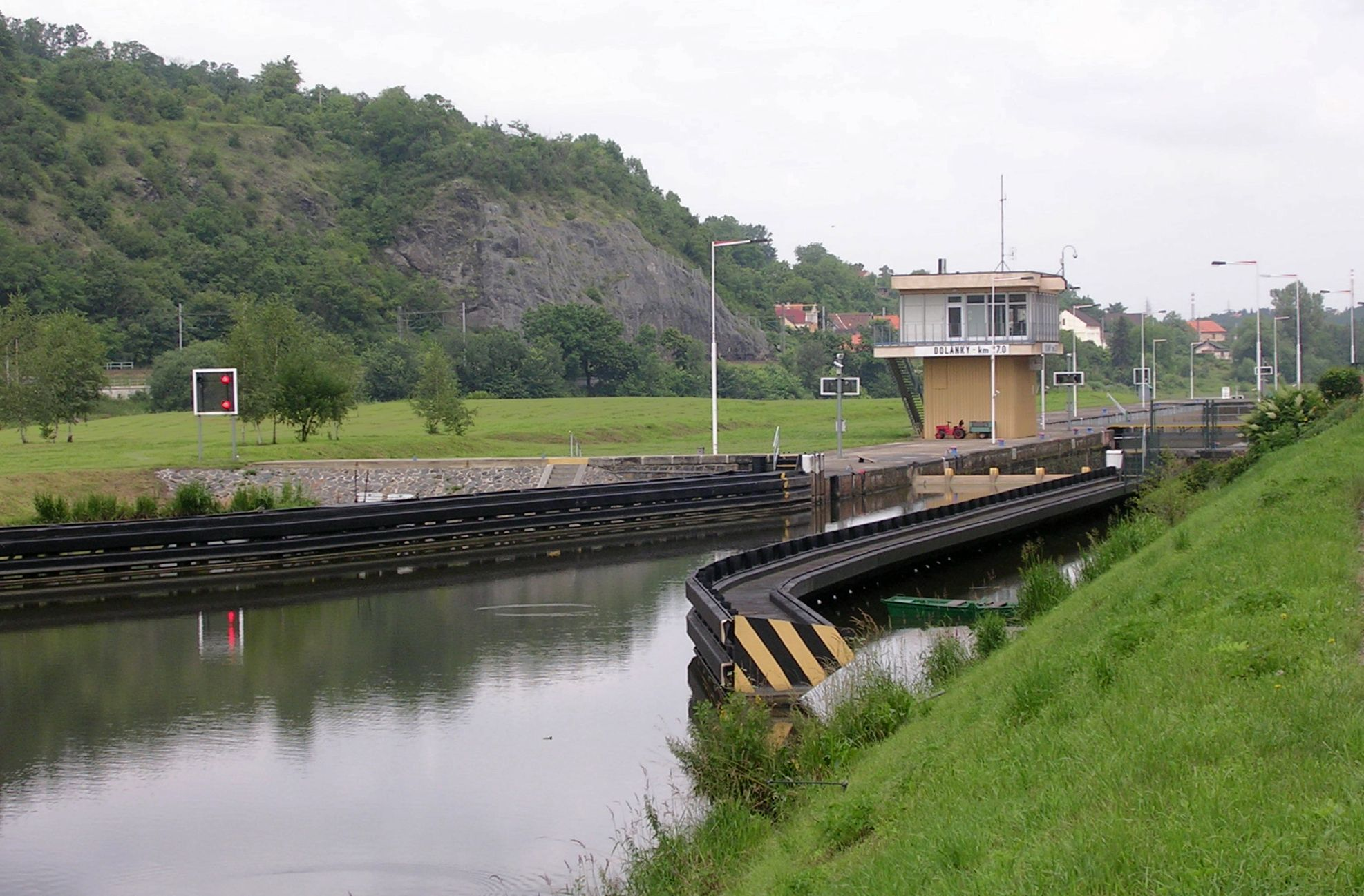
Plavební komora Dolánky, vjezd

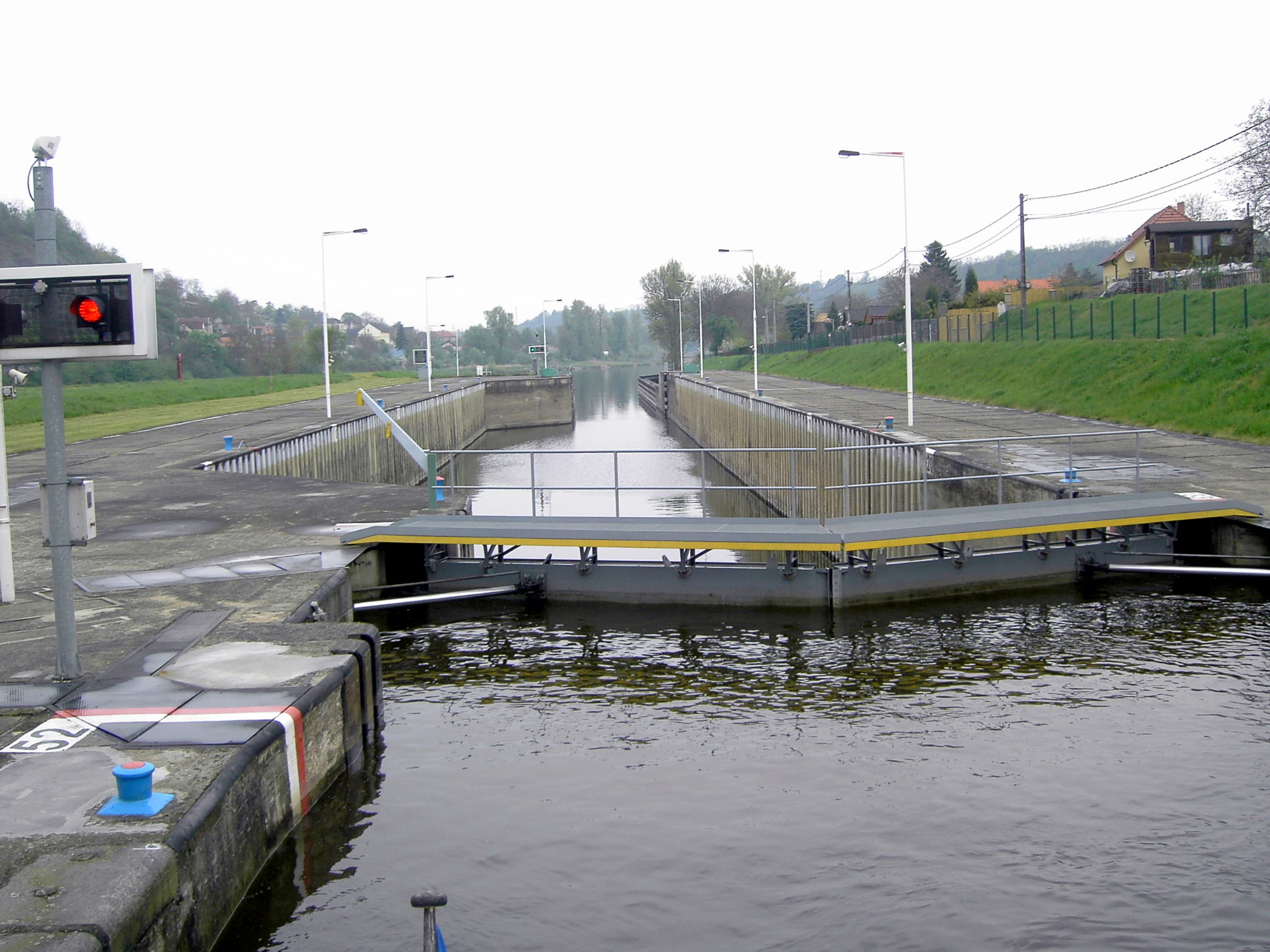
Velká plavební komora z napuštěné malé komory

Plavební kanál je při pravé straně řeky, oddělen od hlavního ramene ostrovem měsíčkovitého tvaru. Části plavebního kanálu vně plavebních komor mají délku 520 (nad komorami) a 150 metrů (pod komorami) a šířku ve dně 20–30 metrů. Komory jsou dvě, umístěné za sebou a mají jedna vrata společná. Směrem po proudu leží nejdříve menší a za ní větší.
Malá plavební komora má stěny z kyklopského zdiva , užitnou délku 52,1 metrů a šířku 11 metrů. Velká plavební komora má svislé larsenové stěny  užitnou délku 133,4 metrů a vnitřní šířku 20 metrů, přičemž šířka vrat a tedy užitná šířka komory je jen 11 metrů. Obě komory je též možno spojit a při otevřených středních vratech pak disponují užitnou délkou 197 metrů. (V některých i oficiálních dokumentech jsou udávány i jiné nepřesné hodnoty, např., str. 21). Zajímavostí je, že malá plavební komora měla původně užitnou délku 73 metrů a horní vzpěraná vrata, ale později byla v jejím horním ohlaví osazena hydraulicky podpíraná klapka, podobná jezové klapce, čímž došlo k jejímu zkrácení.
Užitná šířka plavebních komor 11 metrů je dnes již nevyhovující a delší dobu se plánuje výstavba plavební komory nové. Původně se uvažovalo s plavební komorou s užitnou šířkou 12 metrů a délkou 90 metrů (, str. 17), dnes se připravuje výstavba plavební komory odpovídající minimálně kategorii Va mezinárodní klasifikace vodních cest , tedy minimálně šířky 12 až 12,5 metrů, délky 115 metrů a hloubky nad záporníkem 4 až 4,5 metrů. Na ostrově mezi řekou je dále rezervován prostor pro případnou výstavbu plavební komory odpovídající třídě Vb, tedy s užitnou šířkou 12 metrů a délkou 190 metrů.
Plavební komory jsou v provozu denně od 7 do 17 hodin, přičemž požadavek na proplavení v době od 6:30 do 7 a od 17 do 18 hodin je třeba projednat přímo na plavební komoře (telefon 315 787 028).
V současné době zde linková osobní doprava představuje jen jeden pár spojů Pražské paroplavební společnosti ročně v trase Praha–Mělník, územní plán obce Dolany nad Vltavou počítá s rozvojem turistiky a zavedením častější rekreační lodní dopravy.